# Zolini
De Zolini zijn een tribus van de loopkeverfamilie (Carabidae). De wetenschappelijke naam is voor het eerst geldig gepubliceerd in 1886 door David Sharp.

## Subtribus en geslachten
- Chalteniina Roig-Junient & Cicchino, 2001
  - Chaltenia Roig-Junent et Cicchino, 2001
- Sinozolina Deuve, 1997
  - Sinozolus Deuve, 1997
- Zolina Sharp, 1886
  - Idacarabus Lea, 1910
  - Merizodus Solier, 1849
  - Oopterus Guerin-Meneville, 1841
  - Percodermus Sloane, 1920
  - Pterocyrtus Sloane, 1920
  - Sloaneana Csiki, 1933
  - Synteratus Broun, 1909
  - Zolus Sharp, 1886